# Club Baloncesto Huelva la Luz
El Club Deportivo Baloncesto Huelva la Luz és un equip de bàsquet de la ciutat de Huelva. Va nàixer l'any 2008 amb motiu de la desaparició del CB Ciudad de Huelva.